# Autreppes
Autreppes är en kommun i departementet Aisne i regionen Hauts-de-France i norra Frankrike. Kommunen ligger i kantonen Vervins som ligger i arrondissementet Vervins. År 2022 hade Autreppes 176 invånare.

## Befolkningsutveckling
Antalet invånare i kommunen Autreppes
Referens: INSEE